# Антонюк Сергій Сергійович
Сергі́й Сергі́йович Антоню́к (11 квітня 1975, с. Шкроботівка, Кременецький район, Тернопільська область — 18 червня 2022, Донецька область) — солдат Збройних Сил України, учасник російсько-української війни, який загинув під час російського вторгнення в Україну.

## Життєпис
Народився 11 квітня 1975 року в селі Шкроботівці, нині Великодедеркальської громади Кременецького району Тернопільської області.
Навчався в Шкроботівській загальноосвітній школі. Працював охоронцем ТОВ «Шумськ-агро».
6 березня 2022 року, невдовзі після початку російського вторгнення в Україну, був призваний до складу Збройних Сил України. Солдат, військовослужбовець 68 ОЄБр.
Загинув 18 червня 2022 року на Донеччині разом із односельцем Анатолієм Яцюком.
Залишилися мати, сестра, дружина та син.

## Нагороди
- орден «За мужність» III ступеня (2022) — за особисту мужність і самовіддані дії, виявлені у захисті державного суверенітету та територіальної цілісності України, вірність військовій присязі[2]

## Вшанування пам'яті
28 червня 2023 року на фасаді Шкроботівської гімназії відкрили пам'ятну дошку Сергію Антонюку.